# Pointe du Raz
A pointe du Raz (ponta do Raz) é um cabo na costa atlântica do departamento de Finistère, na Bretanha, noroeste de França. É o extremo ocidental do cabo Sizun, situado na região histórica bretã de Cornualles. Deve o nome ao Raz de Sein, um perigoso estreito que o separa da ilha de Sein. Caracteriza-se por uma forte ondulação e pela presença de correntes de água e ventos muito fortes. Pertence ao município de Plogoff.
A sua característica forma de proa atrai numerosos turistas e faz com que tenha sido catalogado como "Grand site national" de França. Para conseguir esta distinção, as autoridades de Finistère empreenderam em 1989 uma campanha de recuperação do ambiente natural do cabo, degradado pela afluência massiva de visitantes (quase 850000 por ano). As construções erguidas na ponta foram derrubadas: o parque de estacionamento, as lojas e o centro de informação turística foram reconstruidos a um quilómetro de distância para o interior, num estilo respeitador da arquitetura tradicional local, e os hotéis foram suprimidos. As zonas de passagem dos turistas foram delimitadas a fim de proteger a vegetação original que quase tinha desaparecido, criando-se 7 km de caminhos.
Um Trilho Europeus de Grande Rota de 3050 km de comprimento, o E5, sai da ponta de Raz para percorrer parte do noroeste europeu até à cidade italiana de Verona.
O antigo farol, construido em 1839 na planície que precede o extremo da ponta, foi apagado em 1887 quando se acendeu a luz do farol de la Vieille, recém-construido num ilhéu rochoso frente a la ponta de Raz. O antigo farol foi então ampliado e reconvertido num posto de vigia costeira (em francês: sémaphore), que continua ativo.
No acesso ao cabo, ergue-se uma estátua de mármore representando Nossa Senhora, criada pelo escultor Cyprian Godebski em 1904, "Notre Dame des Naufragés" (Nossa Senhora dos Náufragos).